# Bernat Lesfargues
Bernat Lesfargues o Bernard Lesfargues (Brageirac, Dordonya, 27 de juliol de 1924 - 23 de febrer de 2018) fou un escriptor i traductor occità.
Va traduir al francès Salvador Espriu, Mercè Rodoreda, Jesús Moncada, Jaume Cabré, Pere Calders, Baltasar Porcel, Quim Monzó i Joan Sales. També havia traduït al francès Mario Vargas Llosa, Ramón J. Sender i Vicente Aleixandre. El 1975 creà l'Editorial Fédérop, una de les plataformes editorials més importants per a publicar en occità.

## Obres
- Cap de l'aiga (1952)
- Cor prendre (1965)
- Ni cort i costièr (1970)
- La Brasa e lo Fuòc brandal (2001)

## Premis i reconeixements
- Creu de Sant Jordi (1999)
- Premi Pompeu Fabra per la projecció internacional de la llengua catalana (2010)[6]

## Fons personal
L’any 2006, Bernat Lesfargues va signar un conveni amb la Universitat Autònoma de Barcelona per cedir part del seu fons epistolar i bibliogràfic. Aquest fons personal es va dipositar a la Biblioteca d’Humanitats de la UAB i està format per documentació tant personal com professional. Consta principalment de correspondència i obra aliena, i inclou també una selecció de la seva biblioteca personal.